# FKツルヴェナ・ゼムリャ
FKツルヴェナ・ゼムリャ（FK Crvena Zemlja）は、ボスニア・ヘルツェゴビナのスルプスカ共和国スルバツ・ノヴァ・ヴェスをホームタウンとするサッカークラブである。

## 歴史
1974年に創設された。
2008年にスルプスカ共和国の3部リーグ、2009年に同2部のドルガ・リーガRSに昇格した。2010-11シーズンにドルガ・リーガRS・西地域で優勝してプルヴァ・リーガRSに昇格した。
2011-12シーズンはプルヴァ・リーガRSで14チーム中5位の成績を残した。しかし、2012年7月に財政難により、2012-13シーズンのプルヴァ・リーガRSへの参加を辞退した。代わりに入れ替え戦でスロボダ・ノヴィ・グラードに0-2、0-3で敗れてプルヴァ・リーガRS昇格を逃したイェディンストヴォ・ジェラヴィツァ、ドルガ・リーガRSに自動降格したFKラクタシなどが候補に挙げられたが、最終的にリュビチ・プルニャヴォルが参加することが決定された。

## 獲得タイトル
- ドルガ・リーガRS：1回
  - 2010-11